# Nasdaq Nordic
Nasdaq Nordic è una compagnia che opera servizi finanziari nei paesi del Nord Europa, baltici e del Caucaso per conto della Nasdaq.
Fondata nel 2003 come OMX AB (Aktiebolaget Optionsmäklarna/Helsinki Stock Exchange) grazie alla fusione tra OM e HEX, l'azienda è stata rilevata nel 2008 da Nasdaq, anche se la sede è rimasta a Stoccolma, in Svezia.

## OMX Exchanges
- Borsa di Copenaghen
- Borsa di Stoccolma
- Borsa di Helsinki
- Borsa di Tallinn
- Borsa di Riga
- Borsa di Vilnius
- Borsa di Islanda
- Borsa di Armenia (acquisita il 27 aprile 2007)
- Borsa di Oslo (posseduta per il 10%)